# آب باغک
آب‌باغک از جمله چشمه‌های شهرستان سروستان در استان فارس است.
این چشمه در ۱۷ کیلومتری شهر سروستان و در نزدیکی روستای کته‌گنبد واقع است و دارای آب شیرین می‌باشد.این چشمه از جاذبه‌های گردشگری شهرستان سروستان محسوب می‌شود.